# 黑金之國
黑金之國（法語：Tintin au pays de l'or noir）是比利時漫畫家艾爾吉创作的漫画系列丁丁歷險記的第15部作品。本作於1939年开始连载于《小二十世紀》报，內容與反法西斯有關。然而随着1940年德国入侵比利时連載被迫取消。二戰後，艾爾吉重拾该作，在《丁丁》杂志上连载，于1950年完结，并由卡斯特曼出版社出版。

## 故事簡介
戰爭一觸即發，丁丁要如何化解石油所引發的災難？
　　丁丁深入中東調查石油所引發的引擎爆炸案，卻被叛軍酋長劫持，險些葬身沙漠。死裡逃生的丁丁，意外目睹輸油管被炸毀的經過，並發現背後牽涉的複雜利益糾葛。在這同時，當地國王的兒子也遭到綁架，命在旦夕！欲救出小王子的丁丁，不僅要對抗老謀深算的西方國際特務，還得應付史上最難纏的淘氣小鬼。丁丁能否順利救出人質，解開疑雲重重的引擎爆炸案？中東當地的政權爭奪戰和緊張的國際局勢又有什麼關連？丁丁能夠靠機智和勇敢阻止「黑金大戰」的爆發嗎？